# Àmplia estructura anul·lar
En astrogeologia, una àmplia estructura anul·lar (en anglès, large ringed feature; abr. LG) és una expressió utilitzada per la Unió Astronòmica Internacional per classificar algunes estructures geològiques a les superfícies de Cal·listo, Europa i Tità, qualificades no oficialment com a «característiques anul·lars críptiques» (cryptic ringed features).
Poden ser cràters molt erosionats i / o parcialment enterrats sota capes de sediments.
És un dels pocs termes oficials que no està en llatí.